# Arinze Onuaku
Arinze Onuaku (Lanham, 13 luglio 1987) è un ex cestista statunitense.

## Palmarès

### Individuale
- All-NBDL Second Team (2015)
- All-NBDL Third Team (2014)